# Jacob Cardinaal
Jacob Cardinaal (Groningen, 15 oktober 1848 - Den Haag, 9 februari 1922) was een Nederlands werktuigbouwkundig ingenieur, hoogleraar in de zuivere en toegepaste wiskunde en mechanica aan de Technische Hogeschool te Delft en rector magnificus aldaar van 1909-1913. 
Als hoogleraar heeft Cardinaal richting gegeven aan het wiskunde-onderwijs van de Technische Hogeschool te Delft in de eerste helft van de 20ste eeuw. Samen met Pieter Hendrik Schoute heeft hij ook enige belangrijke bijdragen geleverd op het gebied van de meerdimensionale meetkunde. 

## Levensloop
Cardinaal was de zoon van de politiefunctionaris Cornelis Cardinaal (1819–1893). Hij studeerde werktuigbouwkunde aan de Polytechnische School te Delft, waar hij in 1872 zijn ingenieursdiploma behaalde.
Van 1874 tot 1893 was hij leraar aan de Hogereburgerschool te Tilburg, en van 1880 tot 1893 ook aan de burgeravondschool alsdaar. In Tilburg werd hij lid van de De Maatschappij, waar hij in 1874 een voordracht gaf over de ontwikkeling van het stoomwerktuig. In de jaren 1880 richtte hij zich meer op de wiskunde en gaf vanaf die tijd presentaties over meetkundige theorie. Net als andere HBS docenten in de wiskunde, zoals Gerrit Mannoury en Diederik Johannes Korteweg, maakte hij later de overstap naar het hoger onderwijs.
In 1893 kreeg Cardinaal een aanstelling als leraar aan de Polytechnische School te Delft, die in 1894 werd omgezet in een aanstelling als hoogleraar. Op 24 februari 1903 promoveerde hij in de wis- en natuurkunde aan de Universiteit Utrecht onder Jan de Vries (1858-1940). Met de overgang naar de Technische Hogeschool te Delft in 1905 kreeg hij een aanstelling als hoogleraar in de zuivere en toegepaste wiskunde en mechanica. Bij Cardinaal promoveerde hier Jan Arnoldus Schouten in 1914 en Felix Vening Meinesz in 1915.
Cardinaal was lid van het Koninklijk Wiskundig Genootschap, vakvereniging van Nederlandse wiskundigen, waar hij van 1886 tot 1922 diende in het bestuur. In 1874-1875 werd hij aangenomen als buitengewoon lid van het Koninklijk Instituut van Ingenieurs (KIvI). Hij werd ook lid van het Bataafs Genootschap voor Proefondervindelijke Wijsbegeerte in Rotterdam, het Koninklijke Hollandsche Maatschappij der Wetenschappen te Haarlem. In 1898 werd hij benoemd tot lid van de Koninklijke Nederlandsche Akademie van Wetenschappen, in de afdeling natuurkunde. Cardinaal was onderscheiden als Ridder in de Orde van Oranje-Nassau.

## Werk

### Wiskunde-onderwijs aan de Technische Hogeschool te Delft
Rond de tijd, dat Cardinaal aangesteld was als hoogleraar aan de Polytechnische School te Delft in 1894, was er sterke kritiek van oud-studenten, dat de opleiding in Delft te theoretisch was. Met al het wiskunde en natuurkundeonderwijs werd er te weinig rekening gehouden met de toekomstige werkkring. Als gevolg van deze kritiek werden de wis- en natuurkunde lessen uit de hogere studiejaren geweerd, en werden deze alleen nog maar aan in het eerste en tweede jaar onderwezen. 
In het begin van de 20ste eeuw werd Cardinaal gevraagd een commissie te leiden, die een nieuwe visie op het wiskunde-onderwijs in Delft diende te ontwikkelen. In een rapport van de commissie uit 1909 formuleerde hij deze visie als volgt:  
Het is van het hoogste belang de verbeeldingskracht van de toekomstige ingenieur te ontwikkelen. De lessen en oefeningen in de beschrijvende meetkunde verschaffen daartoe de gelegenheid; maar het is zeer gewenst dat er een band bestaat tussen de verschillende takken van de wiskunde. Het gevolg hiervan is, dat van al deze takken van wiskunde de beschrijvende meetkunde in het middelpunt moet staan. Bij de algebra, de differentiaal- en integraalrekening moet men vooral aandacht schenken aan de meetkundige toepassingen en bij de analytische meetkunde aan de band van de beschrijvende meetkunde.
Een van de aanbevelingen was het gebruik van modellen en tekeningen op wandplaten, waarvan met de jaren een grote collectie werd opgebouwd. Gedurende de eerste helft van de 20ste eeuw is de beschrijvende meetkunde een belangrijk vak gebleven tot dit zijn waarde voor de praktijk verloor.

## Publicaties
- J. Cardinaal, Application des principes de la géométrie synthétique à la solution des problèmes de la géométrie descriptive.
- J. Cardinaal, Over het ontstaan van oppervlakken van den vierden graad met dubbelrechte door middel van projectieve bundels van kwadratische oppervlakken. 1892.
- J. Cardinaal, Rapport sur I'enseignement mathematique dans les Pays-Bas, Delft, l911.
- J. Cardinaal, Kinematica Vereeniging tot het uitgeven van beknopte handleidingen bij het onderwijs aan de Technische Hoogeschool, 1906-07;
- J. Cardinaal, De uitbreiding der Zuivere en Toegepaste Wiskunde; Rede uitgesproken op Vrijdag 19. September 1913 ... bij de Overdracht van de Waardigheid van Rector-Magnificus aan W. K. Behrens, 1913.

Artikelen, een selectie
- J. Cardinaal, "An application of the involutions of a higher order," in: KNAW, Proceedings, 2, 1899-1900, Amsterdam, 1900, pp. 234-240
- Cardinaal, J. "The constructive determination of the velocities of a spacial system." KNAW, Proceedings. Vol. 12. 1909.
- Jacob Cardinaal. "Analytical treatment of the polytopes regularly derived from the regular polytopes." Verh. Konink. Akad. Wetensch. Amsterdam (eerste sectie) 11 (1911)
- Schoute, Pieter Hendrik, en Jacob Cardinaal. "Analytical treatment of the polytopes regularly derived from the regular polytopes." II, III, IV, Ver. der K. Akad. van Wet. te Amsterdam (I), 11.5 (1913), 1-108.